# Lampre d'Atenes
Lampre d'Atenes (grec antic: Λάμπρος, llatí: Lamprus) fou un mestre de música atenès que vivia en temps de la joventut de Sòcrates.
Plató l'esmenta amb elogis irònics, i el fa només inferior a Conó, el seu propi professor de música. Altres fonts el fan molt bon músic i bon tocador de lira. Ateneu diu que era un músic molt famós, i que també va ser mestre de Sòfocles de música i dansa. Totes les indicacions fixen el seu temps a la primera meitat del segle v aC.